# René Adler
Pour les articles homonymes, voir Adler.
René Adler, né le 15 janvier 1985 à Leipzig, est un footballeur international allemand qui évolue au poste de gardien de but.

## Biographie

### En club
René Adler débute au VfB Leipzig et rejoint à l'âge de 15 ans le Bayer Leverkusen. 
À partir de la saison 2003/04, Adler fait partie de l'effectif professionnel. En février 2007, peu après s'être remis d'une blessure aux côtes qui l'éloigne des terrains pendant neuf mois, il débute en équipe première face à Schalke 04 à la suite de la suspension pour carton rouge de Hans-Jörg Butt. Après une performance convaincante, il évince Butt du poste de gardien titulaire. Dix jours après ces débuts en Bundesliga, il dispute son premier match international en Coupe de l'UEFA face au RC Lens.
Il se révèle précieux lors de la saison suivante, en multipliant des arrêts importants. Alors qu'il est annoncé comme numéro un pour garder les buts de la Mannschaft lors de la Coupe du monde de football 2010, il se blesse aux côtes en mai 2010 et est éloigné des terrains pendant de nombreux mois. Durant sa convalescence, il est remplacé par Bernd Leno, prêté par le VfB Stuttgart qui s'impose progressivement comme le choix numéro un dans les cages du Bayer Leverkusen. Passé au second plan à Leverkusen, il décide de rejoindre le Hambourg SV à l'issue de la saison 2011/2012 pour relancer sa carrière. Après 5 saisons au Hambourg SV, il signe au début de la saison 2017-2018 au FSV Mayence. 

### En sélection
Adler participe en tant que gardien numéro un et capitaine au Championnat d'Europe des moins de 19 ans en 2004 puis à la Coupe du monde des moins de 20 ans en 2005 où l'Allemagne échoue en quart de finale contre le Brésil. Il côtoie dans ces équipes de futurs internationaux et joueurs de Bundesliga comme Mario Gómez, Marcell Jansen, Andreas Ottl et Ashkan Dejagah.
Il est également international espoirs, mais en raison d'une blessure, doit renoncer au Championnat d'Europe de football espoirs 2006.
Ses bonnes performances en club poussent Joachim Löw à le retenir dans la sélection allemande appelée à disputer l'Euro 2008 au détriment de Timo Hildebrand, bien qu'il ne compte aucune cape jusque-là.
À la suite de la retraite de Jens Lehmann et la mort de Robert Enke, il honore sa première cape internationale avec l'équipe d'Allemagne le 11 octobre 2008 contre la Russie pour les qualifications du Mondial 2010. 
Depuis cette première sélection et en raison de son âge, il est l'un candidats les plus sérieux pour succéder à Jens Lehmann dans les cages de la Mannschaft. Annoncé comme gardien numéro 1 pour la Coupe du monde 2010, il est contraint de déclarer forfait pour le tournoi en raison d'une blessure aux côtes. 
Il fait son retour en sélection à l'occasion des qualifications pour l'Euro 2012, mais est désormais le numéro deux dans la hiérarchie des gardiens, ayant fait les frais des excellentes performances de Manuel Neuer lors du Mondial 2010. Relégué au banc en club avec l'émergence de Bernd Leno, il n'est plus rappelé en sélection lors de la saison 2011-2012. À la suite de bonnes performances, il est rappelé par Joachim Löw dans le groupe allemand pour disputer un match amical contre les Pays-Bas en novembre 2012.

## Statistiques
| Saison                | Club                  | Championnat           | Championnat | Championnat | Coupe(s) nationale(s) | Coupe(s) nationale(s) | Compétition(s) continentale(s) | Compétition(s) continentale(s) | Compétition(s) continentale(s) | Barrages Bundesliga | Barrages Bundesliga | Allemagne | Allemagne | Total | Total |
| Saison                | Club                  | Division              | M.          | B.          | M.                    | B.                    | Comp.                          | M.                             | B.                             | M.                  | B.                  | M.        | B.        | M.    | B.    |
| 2006-2007             | Bayer Leverkusen      | Bundesliga            | 11          | 0           | -                     | -                     | C3                             | 4                              | 0                              | -                   | -                   | -         | -         | 15    | 0     |
| 2007-2008             | Bayer Leverkusen      | Bundesliga            | 33          | 0           | 1                     | 0                     | C3                             | 10                             | 0                              | -                   | -                   | -         | -         | 44    | 0     |
| 2008-2009             | Bayer Leverkusen      | Bundesliga            | 31          | 0           | 6                     | 0                     | -                              | -                              | -                              | -                   | -                   | 4         | 0         | 41    | 0     |
| 2009-2010             | Bayer Leverkusen      | Bundesliga            | 31          | 0           | 2                     | 0                     | -                              | -                              | -                              | -                   | -                   | 5         | 0         | 38    | 0     |
| 2010-2011             | Bayer Leverkusen      | Bundesliga            | 32          | 0           | 2                     | 0                     | C3                             | 10                             | 0                              | -                   | -                   | 1         | 0         | 45    | 0     |
| 2011-2012             | Bayer Leverkusen      | Bundesliga            | -           | -           | -                     | -                     | C1                             | -                              | -                              | -                   | -                   | -         | -         | 0     | 0     |
| Sous-total            | Sous-total            | Sous-total            | 138         | 0           | 11                    | 0                     | -                              | 24                             | 0                              | -                   | -                   | 10        | 0         | 183   | 0     |
| 2012-2013             | Hambourg SV           | Bundesliga            | 32          | 0           | 1                     | 0                     | -                              | -                              | -                              | -                   | -                   | 2         | 0         | 35    | 0     |
| 2013-2014             | Hambourg SV           | Bundesliga            | 30          | 0           | 3                     | 0                     | -                              | -                              | -                              | -                   | -                   | -         | -         | 33    | 0     |
| 2014-2015             | Hambourg SV           | Bundesliga            | 12          | 0           | 1                     | 0                     | -                              | -                              | -                              | 2                   | 0                   | -         | -         | 15    | 0     |
| 2015-2016             | Hambourg SV           | Bundesliga            | 24          | 0           | 1                     | 0                     | -                              | -                              | -                              | -                   | -                   | -         | -         | 25    | 0     |
| 2016-2017             | Hambourg SV           | Bundesliga            | 19          | 0           | 4                     | 0                     | -                              | -                              | -                              | -                   | -                   | -         | -         | 23    | 0     |
| Sous-total            | Sous-total            | Sous-total            | 117         | 0           | 10                    | 0                     | -                              | -                              | -                              | 2                   | 0                   | 2         | 0         | 131   | 0     |
| 2017-2018             | FSV Mayence           | Bundesliga            | 14          | 0           | 3                     | 0                     | -                              | -                              | -                              | -                   | -                   | -         | -         | 17    | 0     |
| Sous-total            | Sous-total            | Sous-total            | 14          | 0           | 3                     | 0                     | -                              | -                              | -                              | -                   | -                   | -         | -         | 17    | 0     |
| Total sur la carrière | Total sur la carrière | Total sur la carrière | 269         | 0           | 24                    | 0                     | -                              | 24                             | 0                              | 2                   | 0                   | 12        | 0         | 331   | 0     |

## Palmarès

### En club
Bayer Leverkusen
- Coupe d'Allemagne
  - Finaliste (1) : 2009.

### En sélection
Allemagne
- Euro
  - Finaliste (1) : 2008.